# Sesenta y tres
El sesenta y tres (63) es el número natural que sigue al 62 y precede al 64.

## Propiedades matemáticas
- El 63 es un número compuesto, que tiene los siguientes factores propios: 1, 3, 7, 9 y 21.
- Como la suma de sus factores es 41 < 63, se trata de un número defectivo.
- Es un número de Harshad y un número de Moran
- Número de la suerte.
- 3.er número de Delannoy.

## Características
- El 63 es el número atómico del europio.
- Es el código telefónico internacional de Filipinas.

- Datos: Q712986
- Multimedia: 63 (number) / Q712986